# Горщик

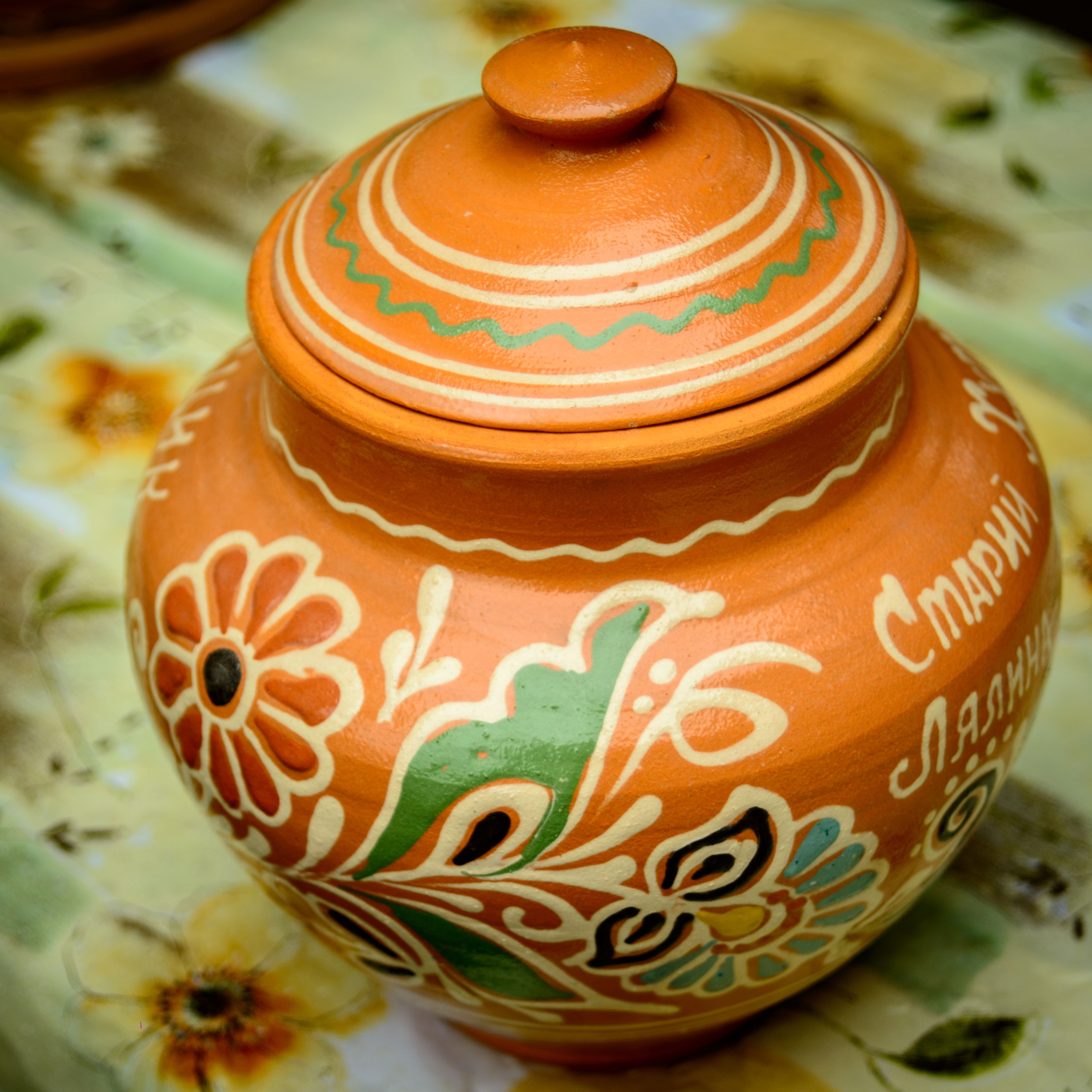
Традиційна форма українського горщика

Го́рщик, горне́ць, горщо́к — різновеликий глиняний посуд з опуклим тулубом, отвором, дещо меншим за опук, більшим чи майже рівним денцю і невисокими вінцями (переважно вертикальними прямими, рідше — відігнутими), вухами або без них. Більшість горщиків мали висоту дещо меншу, ніж діаметр тулуба, або приблизно рівну йому.
Місткість горщиків, залежно від призначення, варіюється від 200—300 мілілітрів до кількох десятків літрів.
Основна функція горщиків — для приготування страв у печі. Але були й інші призначення..
Посудина аналогічної форми, виготовлена з чавуну, називається чавуном (чавунком, чавунцем).

## Назва
Слово горщик — зменшувальна форма від горщо́к. Поряд з горщик, горщок, у діалектах вживається назва горне́ць. Маленький горщик називають горща́, горня́, горня́тко, великий горщик — ґавзу́н.
Слова горщик, горщок, горнець, горня походять від прасл. *gъr̥nъ («піч», «горно»), що, в свою чергу, сходить до пра-і.є. *gu̯hr̥- («горіти», «жар»). Походження форм горщик, горщок (д.-рус. горшькъ) від *gъr̥nъ не зовсім ясне: О. М. Трубачов реконструює прасл. *gъr̥nьsčьkъ, виводячи його від прикметника *gъr̥nskъ («горновий», «пічний»); випадіння н могло статися внаслідок спрощення групи приголосних (малоймовірне припущення зникнення н за аналогією до баран-барашек, камень-камешек, оскільки ці зміни характерні тільки для російської мови, а випадіння сталося в усіх східнослов'янських).

## Форма

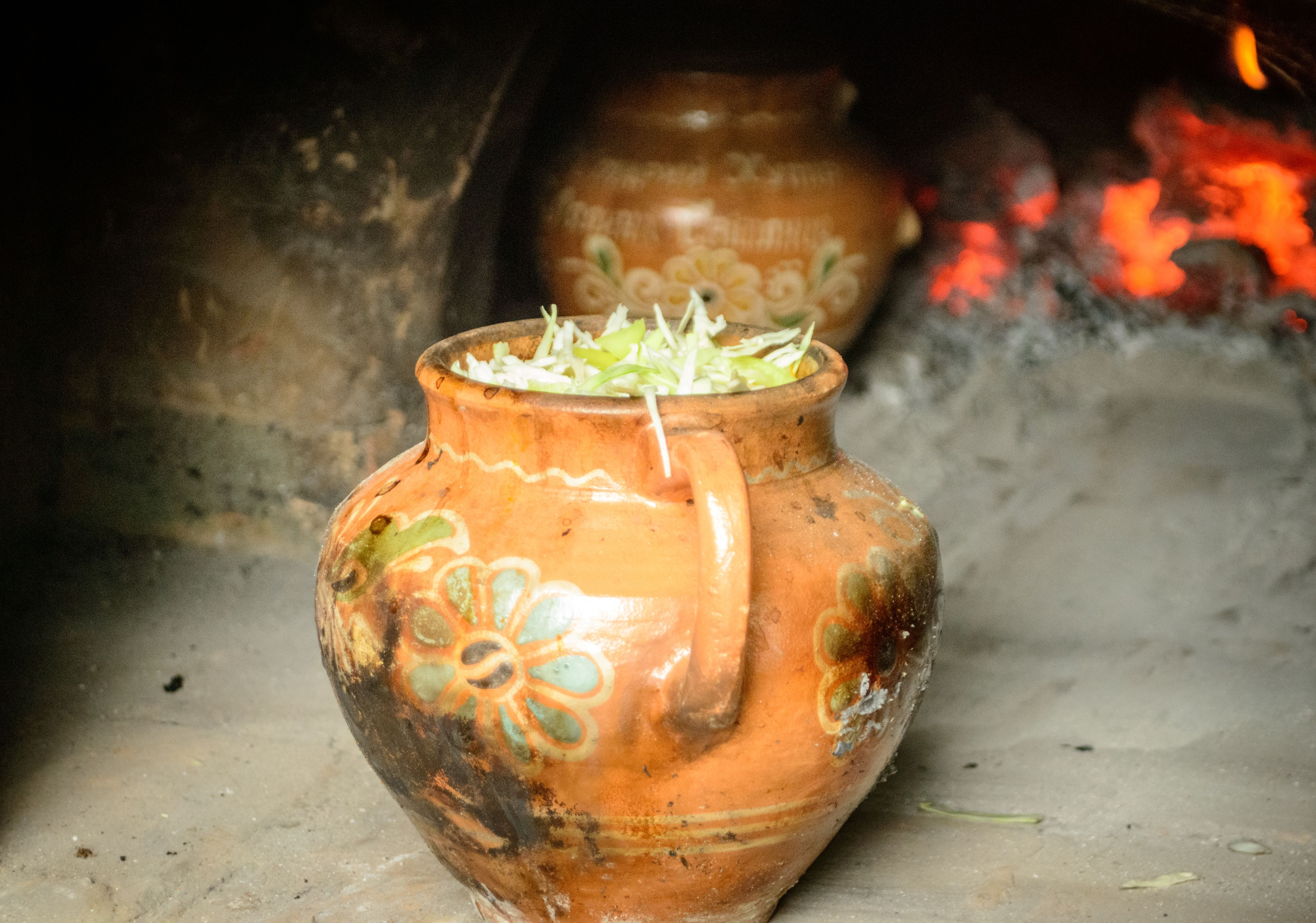
Опішнянський горщик

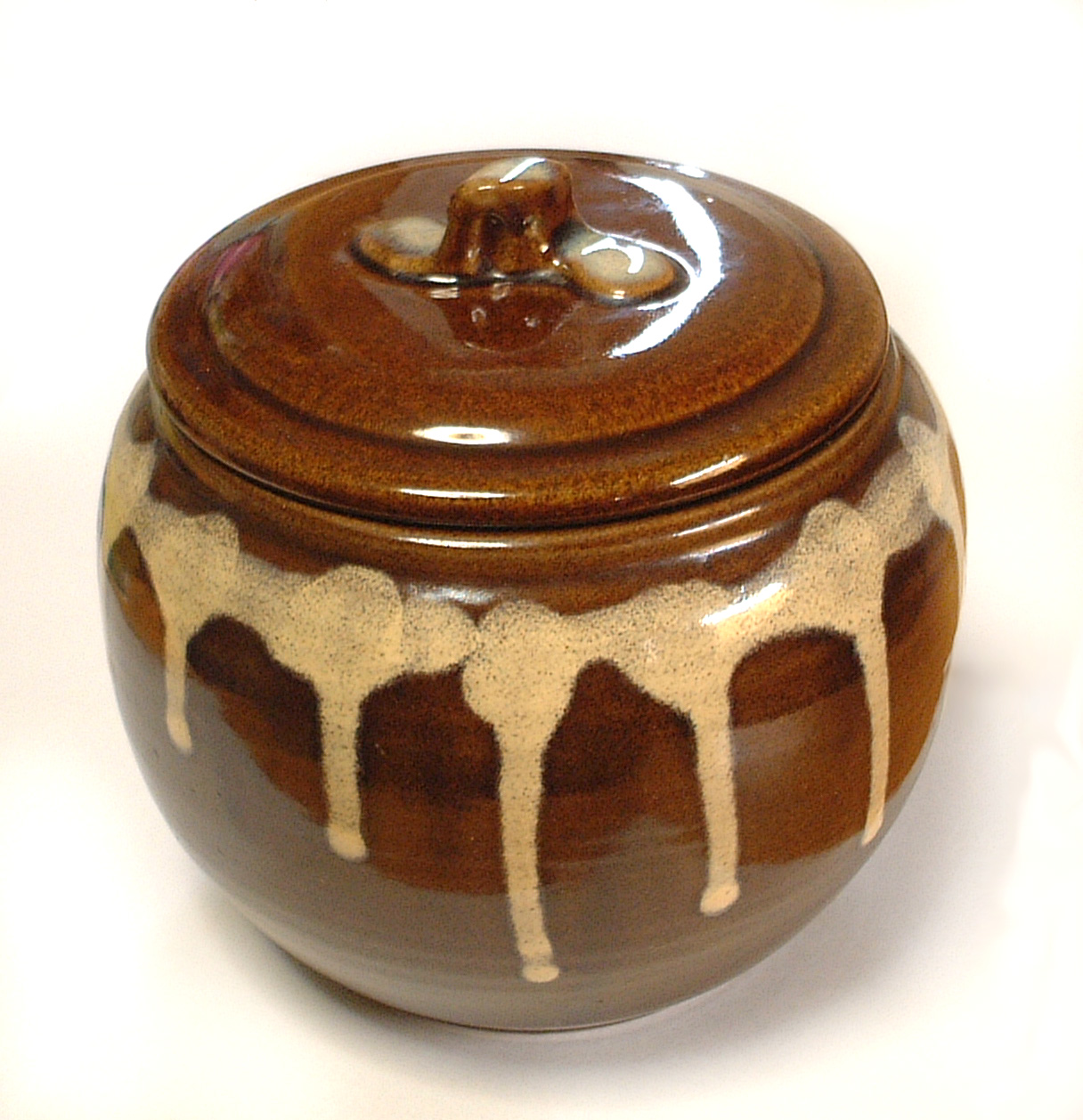
Японський горщик токонаме

Форма стереотипного українського глиняного горщика подібна до використовуваної в сусідніх центрально- та східноєвропейських народів та пристосована для найбільш раціонального використання нагрівальної енергії вогню.
Своєю формою глиняний горщик зобов'язаний печі. Нагрівання в ньому відбувається з боків, а не знизу, як на відкритому вогні, при цьому нижня частина посуду практично не прогрівається. Саме тому горщик має опуклу, округлу форму і дуже вузьке дно. Опуклі боки горщика називалися опуки, верхня крайка — вінцями, збоку до нього могли кріпити ручку — вухо. Для виймання з печі горщиків існував цілий набір рогачів (кожному горщикові відповідав «свій» рогач).
Впродовж часу, форма українських горщиків змінювалася, еволюціонуючи разом з гончарною технологією, пристосовуючись до теплотехнічних споруд, в яких готувалися страви.

## Виготовлення
Для виготовлення горщиків у різних регіонах України використовували «горшечну», тобто придатну для виготовлення саме горщиків гончарну глину (відому як «горщі́вка»; на території Правобережної та Західної України її досить часто називали «глеєм»). Головною її властивістю мала бути вогнетривкість.
Як і більшість гончарних виробів, горщик формується на гончарному крузі. Вухо (вуха) до нього гончар завжди доліплює вручну. Один кінець вуха горщика найчастіше прикріплювали до вінець, інший — до опуки. Для закривання горщиків виготовлялися спеціальні кришечки — покришки, накривки, розміри яких залежали від розміру отвору посудини, яку мали накривати.
Процес виготовлення посуду називали «робити горшки», «займатися горшками», «ліпити горшки». «Горшечниками», «горшешниками», «горшколєпами» називали майстрів, які виготовляють гончарні вироби.
Колір випалених горщиків залежить від хімічного складу сировини з якої їх виготовлено та технології їх випалювання.

## Призначення

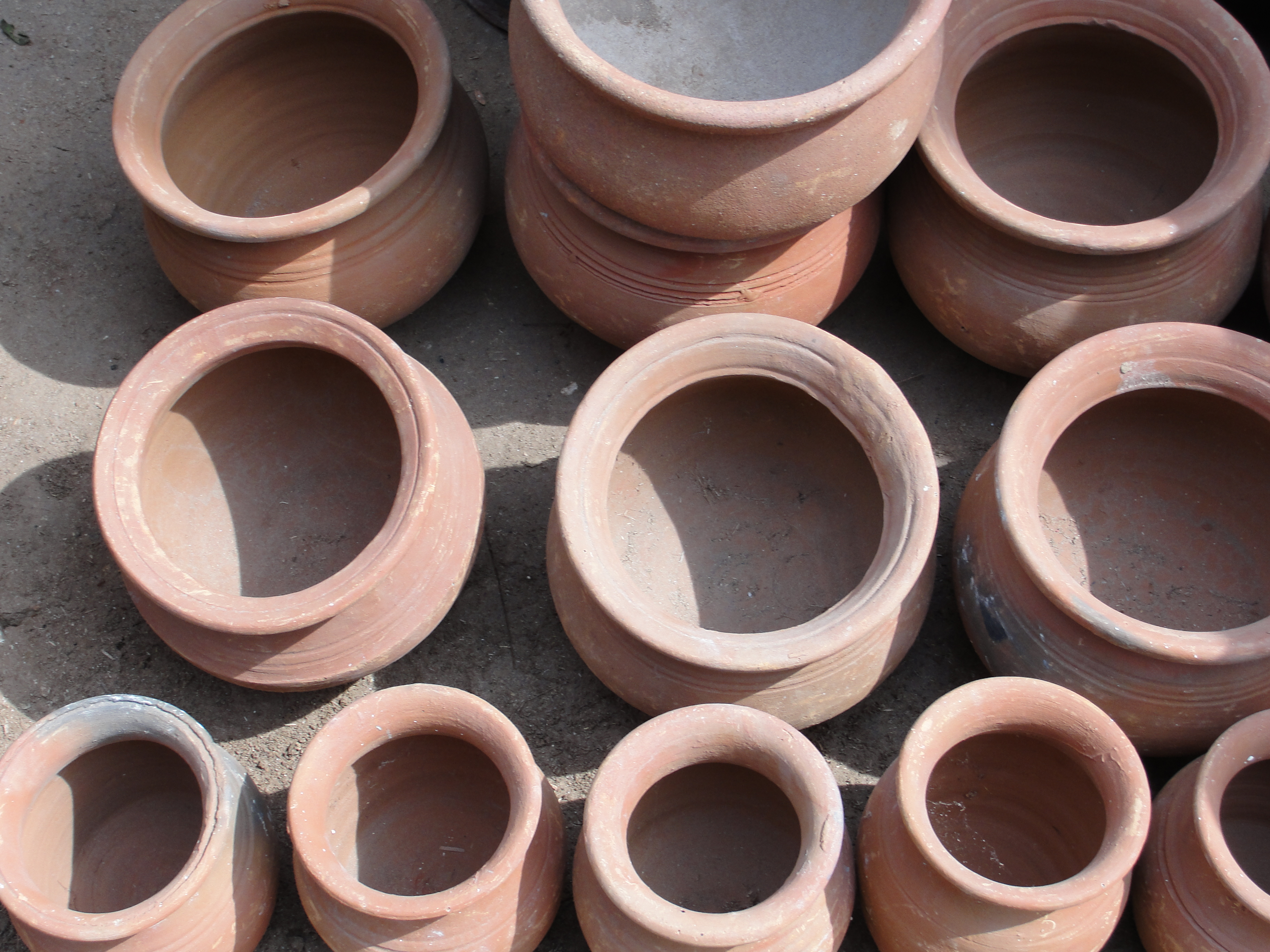
Неполивані горщики

Основна функція горщика — це приготування страв у печі.
У горщиках меншого розміру варили борщі, супи і кашу, тушкували рибу, м'ясо, овочі, робили різноманітні запіканки і напої.
Горщиками в господарстві послуговувалися також для зберігання продуктів і рідин, готових страв і напоїв, подачі їх до столу; нагрівання води, кип'ятіння-зоління білизни, купання дітей, відправлення природних потреб (нічні горщики), виконання лікувальних дій, а також в обрядово-ритуальній практиці. У більш великих і містких горщиках зберігали борошно, крупи, сіль, топлений жир або масло.
У горщику цінуються такі якості, як міцність і жаростійкість. Подібний горщик вважався великою цінністю, його берегли і ретельно за ним доглядали.
Господині намагалися мати в господарстві до десятка різновеликих горщиків. Щодня, як правило, використовуючи два горщики — на рідку та густу страву. Два, в яких готували їжу попереднього дня, випарювали.
У побуті використовували і пошкоджений посуд, зокрема гиряві горщики (гирун, горюнчик) з надщербленими вінцями, без вінець, з тріщиною. Звідси й назви варівний, варівник, (неварівний) горщик — приданий (непридатний) для приготування страв у печі.
Окремі види горщиків не призначалися для готування їжі. Зокрема, в Опішному наприкінці ХІХ — на початку ХХ століття виготовляли великих розмірів горщики-вулики для бджіл. Здебільшого в Правобережжі України — двійнята (двійнятка, парка, близнята, «дзвінята») два невеликі горщики, з'єднані докупи, з ручкою-кільцем на дотичних вінцях. Їх застосовували для перенесення гарячих страв під час різноманітних польових робіт і сіножатей: в один горщик насипали рідку страву (борщ), в другий — кашу. На Святвечір малі хрещеники носили в них хрещеним батькам кутю і узвар. Рідше з цією метою робили трійнята чи навіть «чвірнята». Близнята, трійнята — це два, три горщики, з'єднані разом в одне ціле. Глиняні близнята накривалися дерев'яною накривкою, спільною для двох горщиків.
Страву в горщиках, як правило, до столу не подавали. Хіба що «варену» (цей давній напій українців називали ще варенухою, варьохою).
Іноді невеликі горщики чи їх фрагменти (черепки) використовувалися як освітлювальні прилади, каганці.
У новітній час функції глиняних горщиків поступово звужувалися. Їх призначення слугувати для тримання рідин повністю перебрав на себе металевий та скляний посуд. З розвитком металургії в колишньому СРСР, а також зміна конструкцій теплотехнічних споруд для приготування їжі, газифікацією осель українців, горщики поступово вийшли з ужитку як ємність для приготування їжі.
З перетвореннями в традиційній культурі, горщики втратили й обрядову функцію. У сучасному побуті глиняні горщики ще й досі використовують, але це переважно жителі не газифікованих сіл, а також заклади громадського харчування.

## Найменування глиняних горщиків

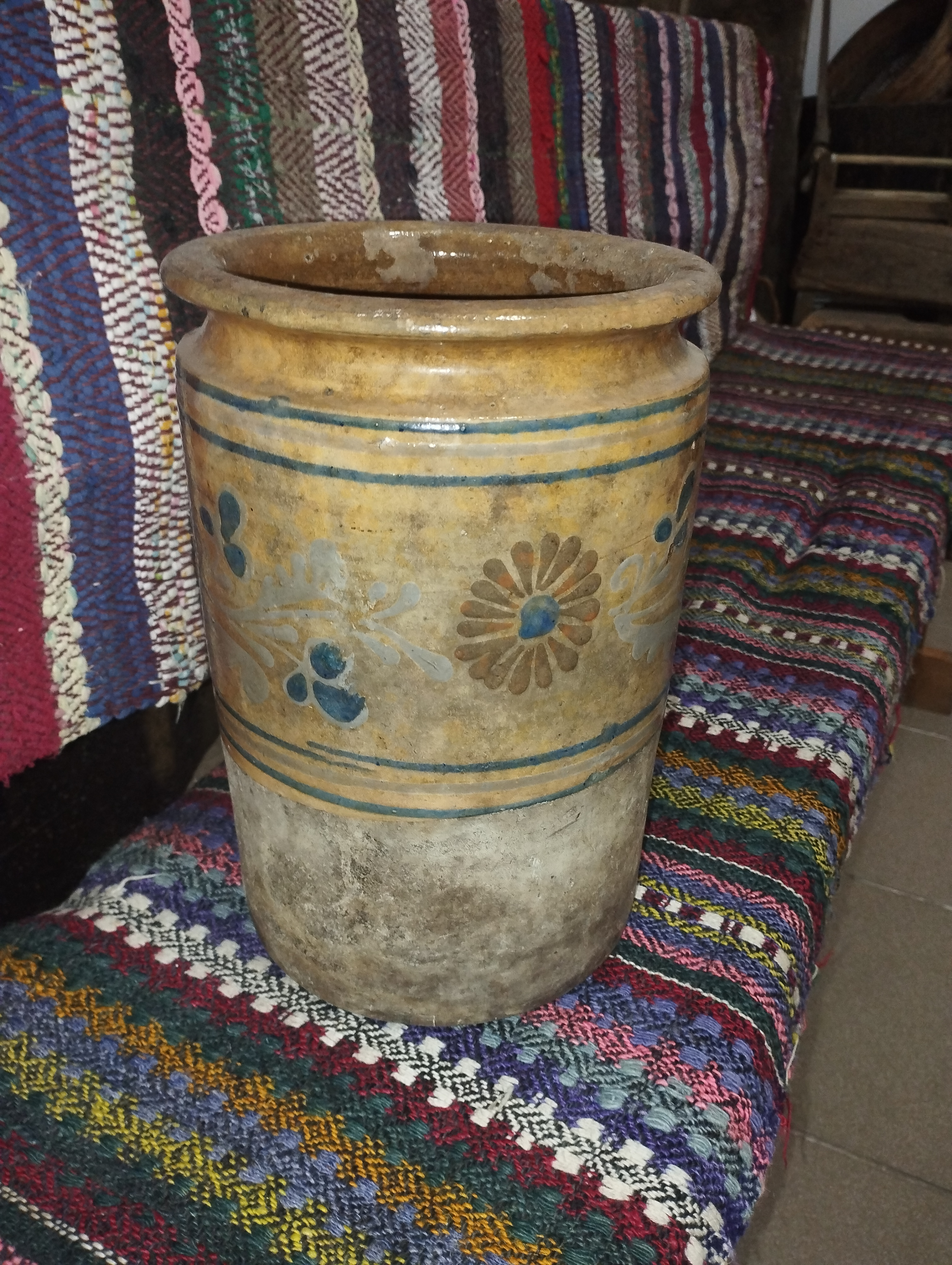
Великий високий глек (Кропивниччина)

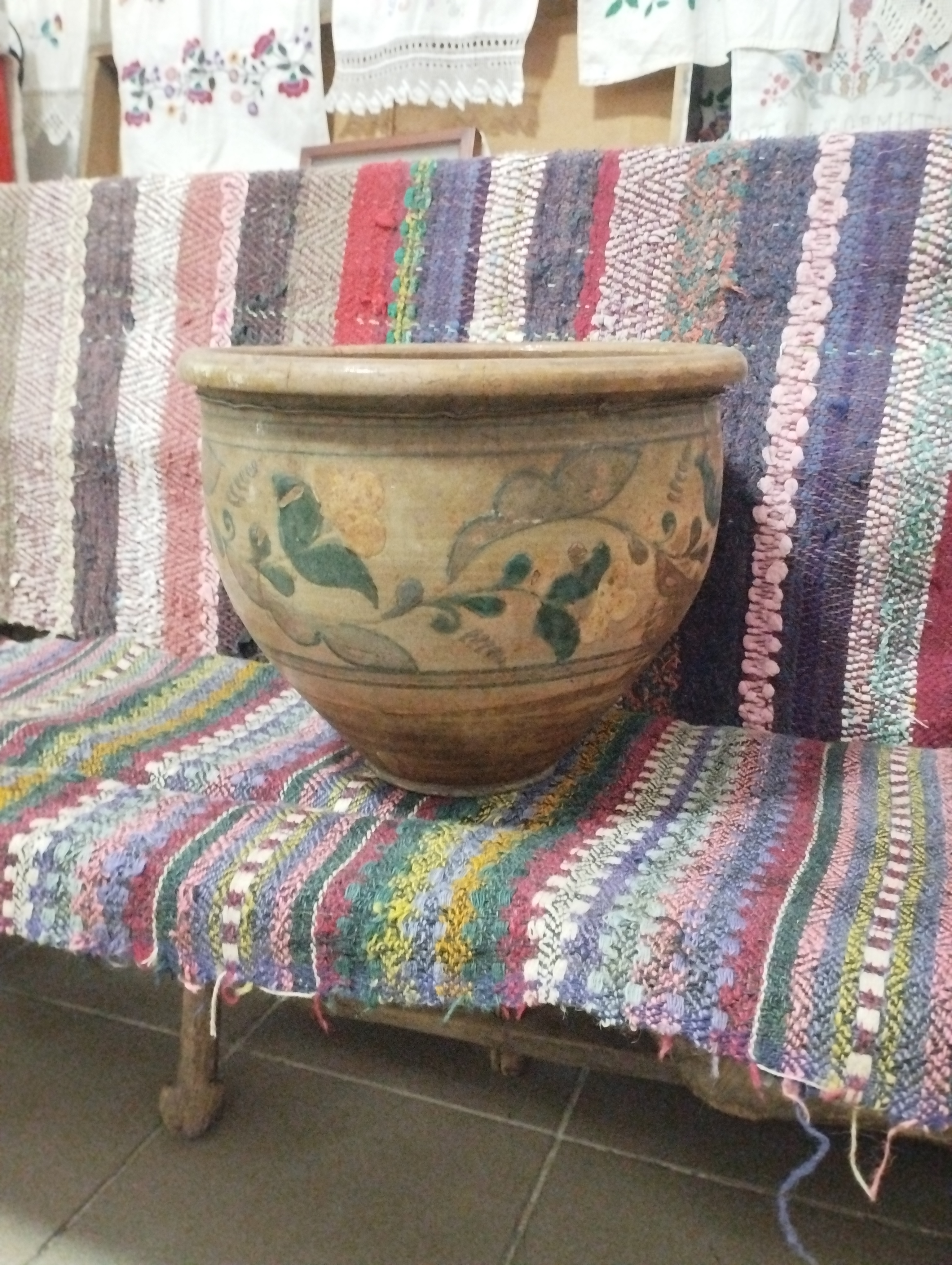
Великий глек (Кропивниччина)

У народі, зокрема в гончарській термінології, існували принаймні дві системи наймення глиняних горщиків: залежно від розміру і призначення.

### Залежно від розміру
Горщики від меншого до найбільшого, приміром в Опішні (Зіньківський район, Полтавщина) називали:
- махітка, горща́ (місткістю 1л);
- кашник (3 л);
- плоскун (10 л);
- стовбун (15 л);
- підворотень, підворотник (20 л);
- золінник, золільник (30 і більше л).

У Хомутці (Миргородський район, Полтавщина):
- кашненя (до 1 л);
- кашник, горня, горща (1-2 л);
- горщатне, горщатний (3 л);
- килаш, кілаш, калаш (4,5 л);
- плоский, плоскій (8-10 л);
- порожня (до 20 л);
- сніз (до 30 л).

В Олешні (Ріпкинський район, Чернігівщина):
- питун (менше 1 л),
- молошник (1-1,5 л),
- подобєднік (2-2,5 л),
- обєднік (3-4 л),
- стовбун (5-7 л),
- плоскуша (8-9 л),
- варейка (10-12 л),
- ставнік (20 і більше л).

У Шатрищах (Ямпільського району, Сумщина):
- махотка,
- горщевик,
- кашник,
- яловець,
- владовець,
- борщівник.

### Залежно від призначення
Горщики називали за їх основним призначенням:
- борщівник (для борщу),
- кашник (для каші),
- молошник (для молочних страв (переважно каш)),
- золільник (для зоління білизни).

### Залежно від кольору черепка
Лівобережжя України:
- «жовті горщики» — неполив'яні (теракотові)
- «червоні горщики»

Правобережжя України
- «руді горщики»

Були ще сірі, сиві, димлені горщики
У багатьох населених пунктах України найбільші горщики називали золільниками (золінник, золійник, а також сніз, підворотень, оптовик, сотенник, горловик, ставнік і борщівник).
Серед локальних назв горщиків назву також «варинче», «варінник» (Гуцульщина), «глиняник» (Бойківщина). У бойківських селах побутувала також назва «саган» (від пол. sagan — «котел»). Оскільки горщики вважались основною приналежністю жіночого господарства, в гуцульських селах вони називались також «бабниці».

## У культурі
За давнім повір'ям, горщики добра господиня не лишає відкритими, особливо на ніч: у них може впасти щось нечисте

### Прислів'я, мовні звороти
- Ліпше старий горнець, як новий череп — наречений хоч старий, та надійний
- Горнець котлові докоряє, а оба засмальцьовані — обидва однаково погані
- Горшки не святі ліплять — людина повинна братись за будь-яку роботу; усьому можна навчитись
- Щербатого горшка ніколи не наповниш (із записів М. Номиса)
- Є в горшку молоко, та голова не влізе (із записів М. Номиса)
- Знайдеться купець і на дірявий горнець (із записів М. Номиса)
- Хоч малий горщик, та м'ясо варить
- Порожній горнець дзвенить, а повний мовчить
- Єсть молоко — буде й горнятко
- Немає ні в горшку, ні в мішку
- Осадила, мов горщик від жару одставила
- Дірявий горщик — марнотратник
- Щербатий горщик — нещаслива, невдатна людина[15]
- Заглядати (зазирати) у горшки чиї — виявляти підвищену цікавість до чужих справ, втручатися в них[1]

## Галерея

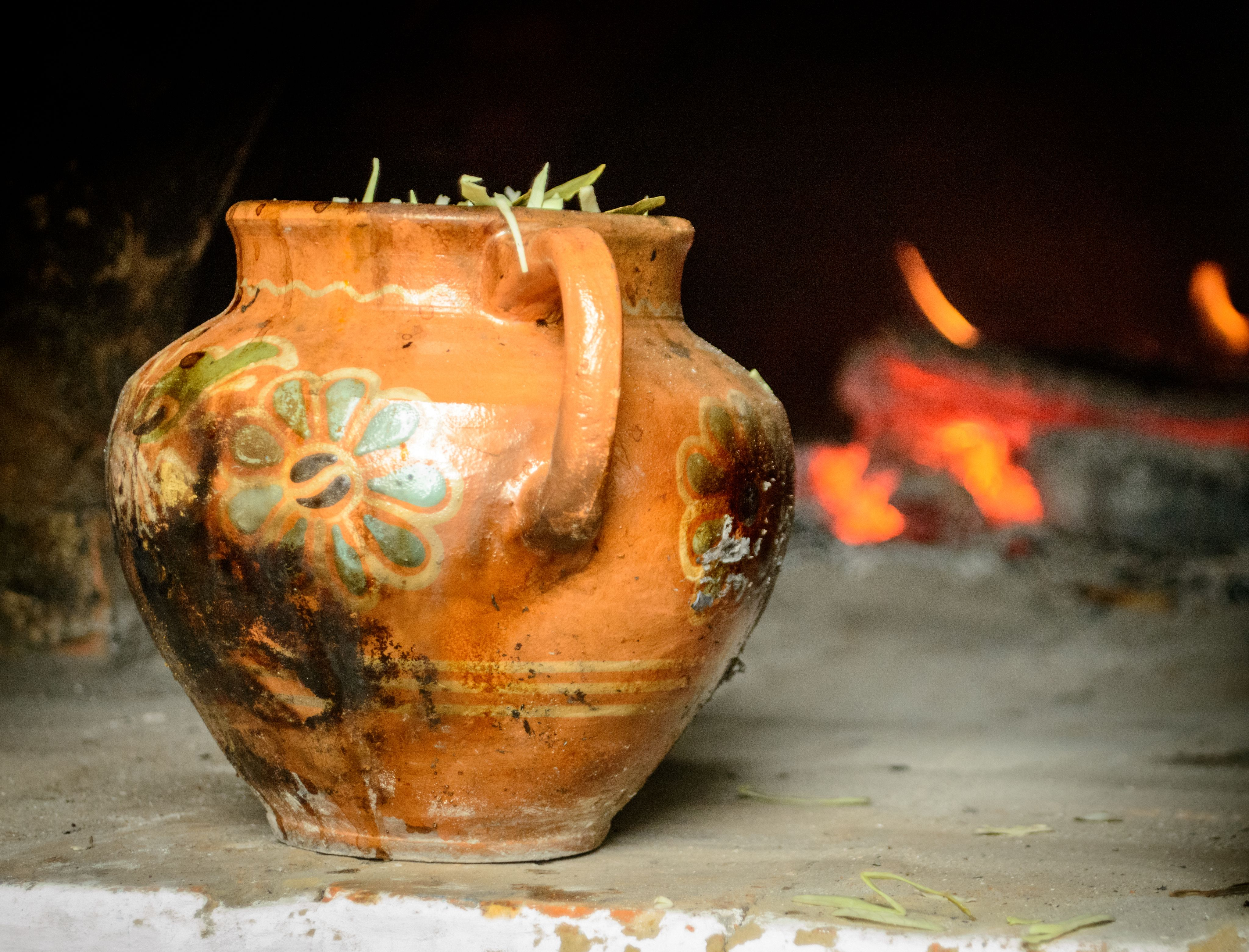
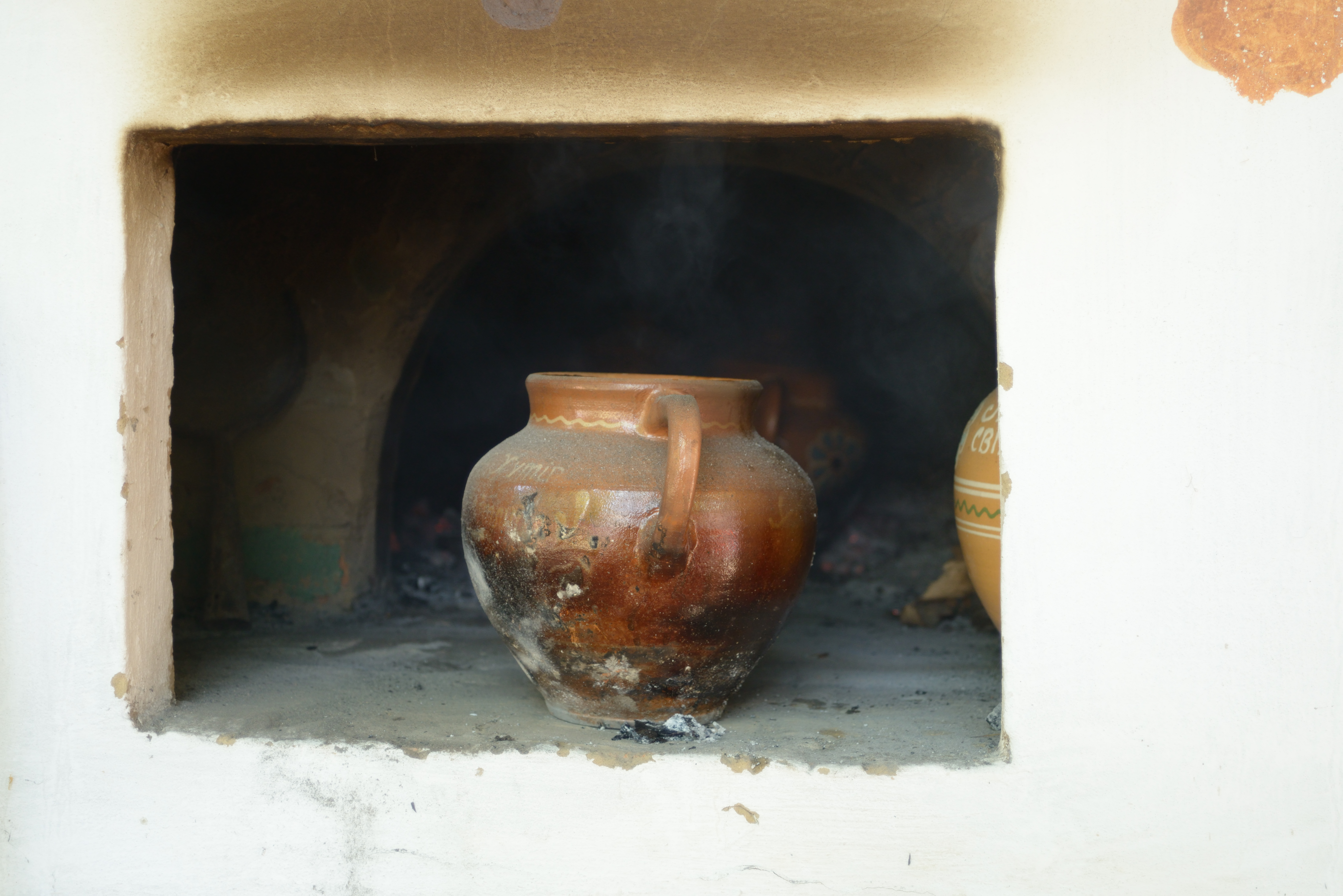
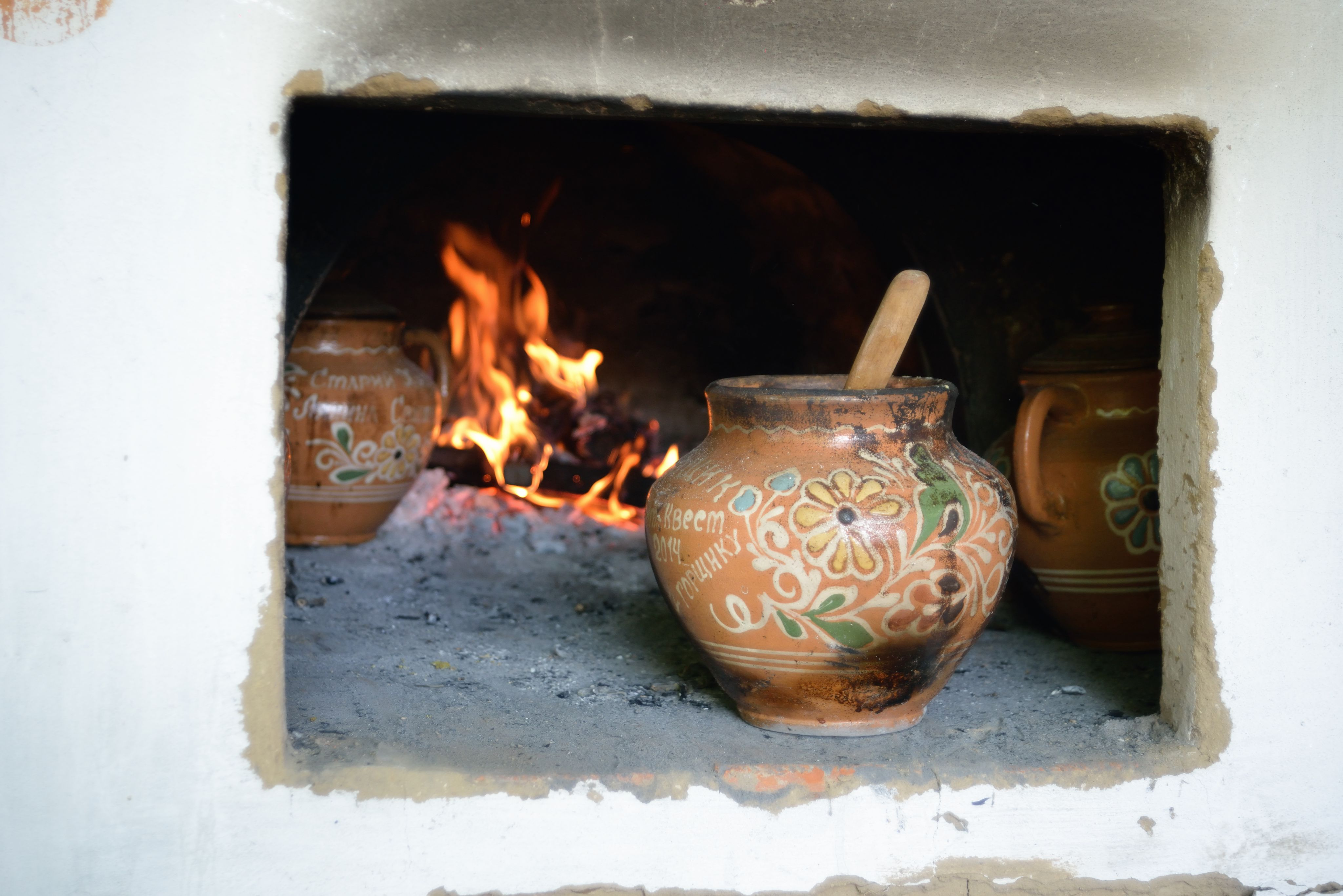
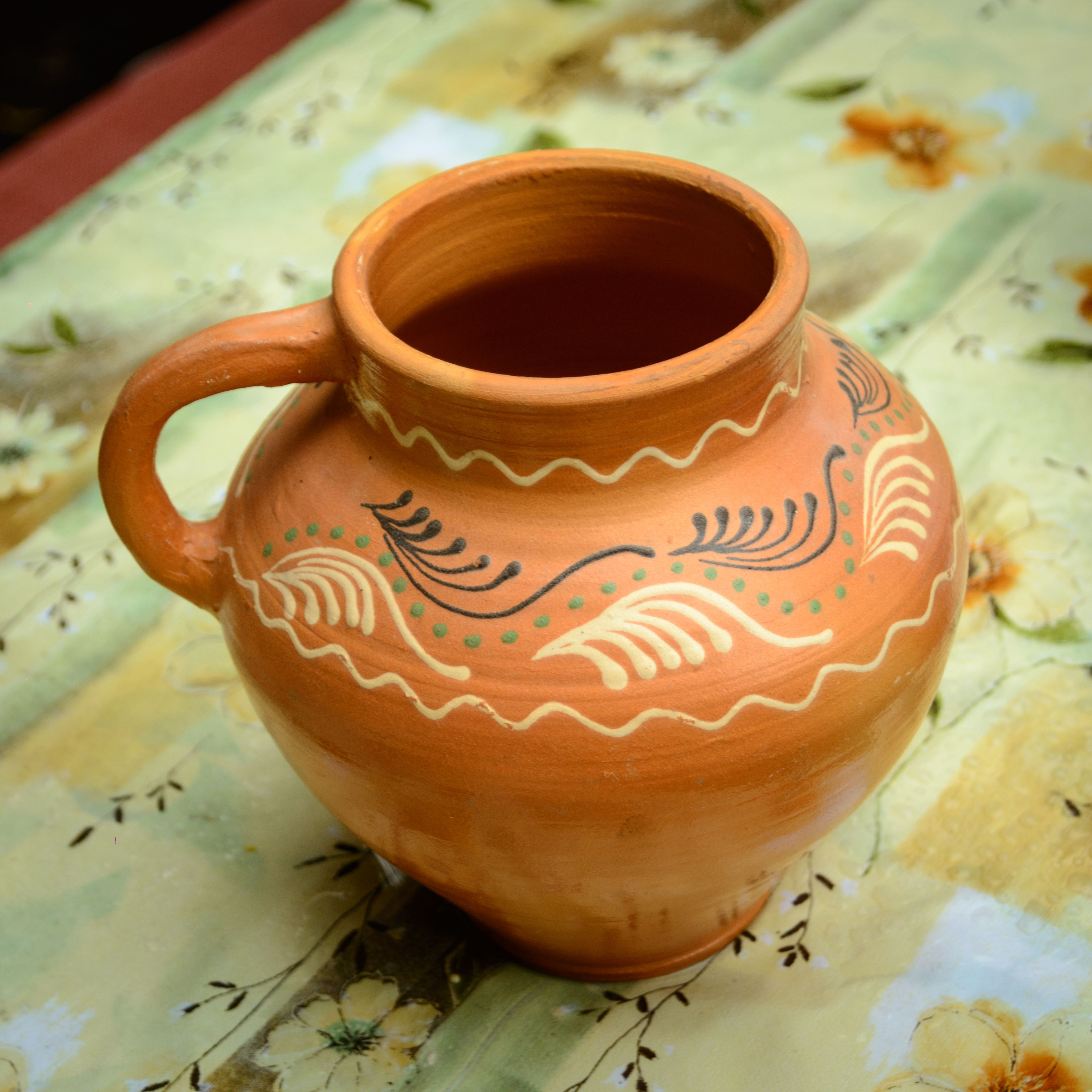
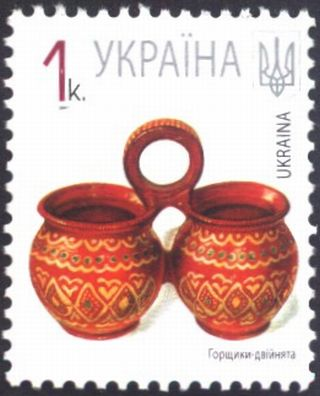
Поштова марка "Горщики-двійнята, 1к.", Пошта України, 2007 рік